# Tuolumne City
Tuolumne City – jednostka osadnicza w Stanach Zjednoczonych, w stanie Kalifornia, w hrabstwie Tuolumne.